# Apethymus serotinus
Apethymus serotinus är en stekelart som först beskrevs av Müller 1776.  Apethymus serotinus ingår i släktet Apethymus, och familjen bladsteklar. Arten är reproducerande i Sverige.